# Хименес, Рамон Эмилио (министр)
Рамон Эмилио Хименес (младший) (исп. Ramón Emilio Jiménez hijo или Рамон Эмилио Хименес Рэйес (исп. Ramón Emilio Jiménez Reyes; 10 декабря 1926, Сантьяго-де-лос-Трейнта-Кабальерос, Доминиканская Республика — 30 июня 2016, Санто-Доминго, Доминиканская Республика) — доминиканский военный и государственный деятель, министр иностранных дел Доминиканской Республики (1975—1980).

## Биография
Родился в семье доминиканского писателя, педагога и просветителя Рамона Эмилио Хименеса (1886—1970).
В 1949 г. на военно-морской флот, дослужился до звания контр-адмирала. С 1965 г. являлся начальником штаба ВМФ. Поддерживал военную интервенцию США, свергнувшую администрацию президента Хуана Боша.
В 1971—1975 гг. — министр вооруженных сил. В январе 1972 г. участвовал в уничтожении повстанческой группы «Лос Пальмерос». Был причастен к событиям, связанными с гибелью бывшего президента Республики полковника Франсиско Альберто Кааманьо по его возвращении на пляж Караколес в 1973 г& во главе военной экспедиции, которая намеревалась свергнуть режим Балагера. Многие эксперты считают, что раненый политик был убит военными. Вошел в группу высших офицеров, которые бросили вызов президенту Балагеру в 1975 г., когда Нейт Нивар Сейхас был назначен главой Национальной полиции с целью проведения расследования убийства журналиста Орландо Мартинеса. Политик считался причастным к этому преступлению, хотя всю жизнь отрицал это обвинение. 
В 1975—1980 гг. — министр иностранных дел Доминиканской Республики.
В 1980 г. возглавил Plan Renove, программы ставившей целью обновление парка общественного транспорта.
Также являлся президентом Организационного комитета XIV Панамериканских игр.

## Награды и звания
Гранд-офицер ордена «За заслуги Санчеса, Дуарте и Меллы», орденом «За Военно-морские заслуги» с медалью чести, орденами «Военных заслуг» с синим и белым значками, орденом «За Военно-воздушные заслуги» второго классом белым значком, орденом «За заслуги перед полицией».
Также был награжден Большим Крестом Военно-морских заслуг (Перу) и Большим Крестом никарагуанского ордена Мигеля Ларрейнага.